# Absolute New Country 2
Absolute New Country 2, kompilation i serien Absolute New Country udgivet i 1995.

## Spor
1. The Tractors – "Baby Likes To Rock It"
2. Garth Brooks – "Friends In Low Places"
3. Travis Tritt – "Ten Feet Tall And Bulletproof"
4. Michelle Wright – "Take It Like A Man"
5. John Michael Montgomery – "Be My Baby Tonight"
6. Wynonna – "Rock Bottom"
7. Ricky Lynn Gregg – "After The Fire Is Gone"
8. Dwight Yoakam – "Try Not To Look So Pretty"
9. Clint Black – "Wherever You Go"
10. Pam Tillis – "Mi Vida Loca (My Crazy Life)"
11. Brooks & Dunn – "I'll Never Forgive My Heart"
12. Sawyer Brown – "This Time"
13. Radney Foster – "Nobody Wins"
14. Tim McGraw – "Not A Moment Too Soon"
15. Clay Walker – "If I Could Make A Living"
16. Tanya Tucker – "It's A Little Too Late"
17. John Berry – "You And Only You"
18. Randy Travis – "This Is Me"
19. Little Texas – "Kick A Little"
20. Henning Stærk – "Hallelujah To Amen"